# 국가연구평의회
국가연구평의회(독일어: Reichsforschungsrat; RFR 라이히스포어슝스라트[*])는 1936년 독일에서 항공 분야를 제외한 모든 기초연구 및 응용연구의 중앙집권적 계획을 목적으로 교육부 산하에 설치한 기관이다. 1942년 재조직되어 군수탄약부 산하로 이동되었다.

## 결성
에리히 슈만의 구상에 따라 1937년 3월 16일 국가과학교육문화부 산하에 국가연구평의회가 설치되었다. 당시 교육국가장관은 베른하르트 루슈트였다. RFR은 항공 분야를 제외한 독일의 모든 기초연구 및 응용연구의 중앙집권적 계획기관을 목적으로 설치되었다. 항공 기술은 항공부 장관 헤르만 괴링이 장악하고 있었기에 제외되었다. 1937년에서 1940년까지 초대 평의회 의장은 육군무기청(HWA) 청장이자 베를린 공과대학교 방위기술학부 학장이었던  카를 하인리히 에밀 베커 포병대장이었다. 1940년 베커가 사망(게슈타포에게 자살당했다)한 뒤 교육국가장관 루슈트가 RFR 의장을 겸했다. 하지만 실무는 독일 연구협회 회장 루돌프 멘첼이 전담했다.
당시 대표적인 평의원으로는 다음 사람들이 있다.
- 쿠르트 디프너 - 튀링겐 슈타틸름에 소재한 RFR 핵물리학 실험장 책임자. 고토프에 소재한 HWA 실험장 관리관.
- 아브라함 에자우 - 1937년에서 1943년 말까지 물리학 부서장 역임. 1942년에서 1943년까지 핵물리학 전권대사, 이후 고주파물리학 전권대사.[7]
- 발터 게를라히 - 에자우의 후임 물리학 부서장 및 핵물리학 전권대사(1944년 1월 1일 이후).
- 베르너 오젠베르크 - 1943년 6월 29일에서 1945년 사이 RFR 계획기획단 책임자. 약 5천 명의 과학자 및 공학자들을 전선에서 빼와서 연구 및 개발에 종사하게 함. 종전 시기 그 수는 1만 5천 명으로 늘어남.[8]
- 오토 셰르처 - 레이다 부서장 (1944년-1945년)
- 에리히 슈만 - 폭발물리학 전권대사 (1942년-1945년)
- 페터 아돌프 티센 - 화학 및 유기물질 부서장.

## 재조직
1942년 6월 9일, 아돌프 히틀러는 RFR을 군수탄약부 산하 기관으로 재편하라는 명령을 내렸다. 그리고 괴링을 의장으로 앉혔다. 이 재조직은 당시 군수탄약국가장관 알베르트 슈페어의 건의로 이루어졌다. 슈페어는 RFR이 교육장관 루슈트의 산하에 있는 것이 비효율적이고 본 목적 달성을 저해한다고 생각했다. 괴링은 항공 부문을 효율적으로 관리했듯이 RFR도 효율적으로 관리할 것을 기대하고 의장에 임명되었다. RFR의 의제를 설정하기 위한 회합이 1942년 7월 6일 소집되었다. 이 회합은 국민사회주의의 과학에 대한 태도의 전환점이었다. 이 때 유대계 과학자들을 독일에서 축출한 것이 실수였다는 인식이 이루어졌다. 1933년에 이미 카이저 빌헬름 연구소 소장 막스 플랑크가 히틀러를 만나 유대계 과학자들을 추방하면 그들의 실력이 외국에 보탬이 될 것임을 주장했지만 히틀러는 플랑크의 말을 듣지 않고 쫓아냈었다.

## 참고 자료
- Hentschel, Klaus, editor and Ann M. Hentschel, editorial assistant and Translator Physics and National Socialism: An Anthology of Primary Sources (Birkhäuser, 1996) ISBN 0-8176-5312-0
- Macrakis, Kristie Surviving the Swastika: Scientific Research in Nazi Germany (Oxford, 1993) ISBN 0-19-507010-0